# Kostel Panny Marie Královny Andělů (Nové Hodějovice)
Kostel Panny Marie Královny Andělů v Nových Hodějovicích (dnes součást Českých Budějovic) byl postaven v letech 1938–1940.
Jedná se o prostou budovu s dispozicí jednolodí s hranolovou apsidou a otevřenou předsíňkou při vstupu. Fasáda je zdobena jednoduchými neorománskými prvky. Socha Immaculaty z roku 1727 od Josefa Dietricha, která stojí u kostela, sem byla přesunuta v roce 1940 od Plavské silnice.
Varhany a socha Panny Marie Lurdské byly do kostela převezeny koncem 40. let 20. stol. ze zrušeného kostela ve Vitěšovicích. Nad oltářem je pod křížem umístěna socha Panny Marie Budějovické.
Kostel náleží do farnosti u katedrály svatého Mikuláše. Mše svatá je zde sloužena každou neděli dopoledne. V letech 2012-2015 zde byla jednou za čtrnáct dnů v neděli odpoledne sloužena mše svatá v klasickém římském ritu (tzv. tridentská).